# Ratvaj
Ratvaj est un village de Slovaquie situé dans la région de Prešov.

## Histoire
La première mention écrite du village date de 1374.

## Démographie

### Évolution de la population
| Année:               | 1994. | 2004.   | 2014.   | 2024.    |
| -------------------- | ----- | ------- | ------- | -------- |
| Nombre de personnes: | 131   | 143     | 141     | 163      |
| Différence:          |       | +9,16 % | -1,39 % | +15,60 % |

| Année:               | 2023. | 2024.   |
| -------------------- | ----- | ------- |
| Nombre de personnes: | 162   | 163     |
| Différence:          |       | +0,61 % |